# Розазит
Розазит — мінерал, гідроксилкарбонат міді та цинку.

## Загальний опис
Хімічна формула: (Cu, Zn)2[CO3](OH)2.
Склад у % (з родовища Розаз, Сардинія): CuO — 36,34; ZnO — 33,57; CO2 — 30,44; H2O — 0,21.
Сингонія моноклінна. Призматичний вид. Утворює кулясті агрегати, шкаралупчасті або натічні кірочки з волокнистою або сферичною будовою.
Густина 4,0-4,2.
Твердість 4,5-5,0.
Колір від зеленого до блакитного.
Зустрічається як вторинний мінерал у зонах окиснення Zn-Cu-Pb-родовищ.
Вперше знайдено на копальні Розаз (Італія). Інші знахідки: Гагендорф (Баварія, ФРН), Кизил-Еспе (Казахстан). Рідкісний.
Названий за місцевістю першознахідки (D.Lovisato, 1908). Синоніми — купроцинкіт, розасит.
Розрізняють розазит цинковистий — різновид розазиту, в якому цинк переважає над міддю. Інша назва — цинкрозазит.